# Lucien Olieslagers
Lucien Olieslagers (Vorselaar, 25 november 1936 - aldaar, 29 mei 2021) was een Belgisch voetballer en Gouden Schoen-winnaar.

## Spelerscarrière
Hij begon te voetballen bij Ons Genoegen Vorselaar, de ploeg van zijn geboortedorp. Eerst speelde hij enkele matchen bij de scholieren maar al snel mocht hij meespelen met het eerste elftal. De club speelde op dat moment in de 2de provinciale reeks van Antwerpen. Dat jaar van zijn debuut werd de ploeg meteen kampioen en kon zich in de volgende jaren zelfs opwerken tot in de Derde Klasse.
De prestaties en het talent van Olieslagers, die ondertussen al vaste basisspeler was geworden, gingen niet onopgemerkt voorbij. Hij testte enkele keren bij nationaler Beringen FC maar ging in 1958 echter naar Lierse SK, die hem ook in het oog had gehouden. Lierse was op dat moment een middenmoter in de Eerste Klasse. In zijn eerste seizoen mocht hij reeds 28 van de 30 matchen meespelen en hij sleepte meteen de Gouden Schoen in de wacht voor onder andere oud-winnaar Rik Coppens. Olieslagers was toen 22 jaar oud.
Merkwaardig was, dat al de vorige laureaten hun Gouden Schoen voor een groot deel te danken hadden aan hun internationale prestaties. Olieslagers was echter nog geen enkele keer geselecteerd voor het nationaal elftal. Hij had zijn Gouden Schoen dus te danken aan zijn prestaties bij Lierse SK.
De Gouden Schoen bleek een voorbode voor meer want in 1960 speelde Lierse kampioen met Olieslagers in een belangrijke rol. Het volgende seizoen ging echter aan hem voorbij door een zware enkelblessure, Lierse eindigde twaalfde. Uiteindelijk speelde Olieslagers elf jaar bij de club en won er nog de Beker van België mee in 1969 tegen Racing White. In totaal speelde hij 282 matchen in Eerste Klasse en scoorde 55 doelpunten.
Op 32-jarige leeftijd vertrok hij naar KV Mechelen, dat toen in de Tweede Klasse speelde. Hij dwong ermee de promotie naar eerste af. Daarna speelde hij nog één jaar bij FC Herentals vervolgens Ourodenberg Sport en terug naar de heimat in Vorselaar.

## Trainerscarrière
Olieslagers stopte met zijn professionele carrière als speler op 39-jarige leeftijd. Maar hij bleef volop actief in het voetbal als trainer. Hij was reeds speler-coach geweest bij provincialer Ourodenberg Sport, die hij in drie seizoenen naar bevordering loodste, en daarna ook bij de club waar het voor hem allemaal begon: Vorselaar. Die club was ondertussen teruggezakt naar de provinciale reeksen maar ook die club bracht Olieslagers terug naar bevordering.
Hij maakte in de jaren 80 nog furore toen hij als oefenmeester van Zwarte Leeuw in de Beker van België Beerschot klopte met 0-4. Iets later in die bekercampagne ging hij dan eervol onderuit op het veld van zijn ex-club Lierse, uitslag: 2-1.

## Trivia
Olieslaegers is samen met Sven Kums de enige Belgische Gouden Schoen-winnaar die níet uitkwam voor de Rode Duivels.